# Lacul Tanganyika
Lacul Tanganyika este un lac important în Africa Centrală și al doilea cel mai vechi lac din lume după Baikal. Teritoriul lacului este împărțit între statele Burundi, Republica Democratică Congo, Tanzania și Zambia.
Ape curgătoare care se varsă în lac sunt: Lufubu, Malagarasi și Ruzizi. Lacul, după altitudinea joasă, la care se află, este pe locul patru pe glob. Lacul Tanganyika este unul dintre cele mai mari lacuri din Africa Centrală.

## Geografie
Coordonate geografice:5°30′S 29°30′E / 5.500°S 29.500°E
Lacul Tanganyika este unul dintre cele mai mari lacuri din Africa Centrală (3° 20' bis 8° 48' S și 29° 5' bis 31° 15' E), ocupând locul al șaselea ca mărime pe Glob. Lacul se află în Marea Fractură Tectonică a Africii de Est (Great Rift Valley), fiind delimitat de pereții acesteia, aici aflându-se și munții de încrețire din lungul fracturii ce pot atinge 4.507 m înălțime, este lacul de fractură cel mai mare din Africa dar și cel mai adânc, având un volum de 18.880 km³; este, de asemenea, cel mai mare lac african de apă dulce și este situat pe locul al treilea pe Glob, după Lacul Baikal. 
Lacul are o lungime de 673 km pe direcția nord-sud, cu o lățime medie de 50km, suprafața sa fiind de 32.893 km², cu o lungime a țărmurilor de 1.828 km. 

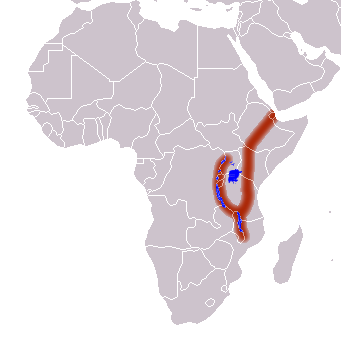
Der Great Rift Valley

Altitudinea lacului este de 782 m peste nivelul mării, în centru fiind adânc de 570 m, iar în partea de nord atingând adâncimea de 1.470 m (în straturile profunde fiind apă fosilă). Bazinul hidrografic al lacului este de 231.000 km² având afluenți în nord râul Ruzizi (104 km), alți afluenți Lufubu și Malagarasi (475 km) lacul având singura scurgere râul Lukuga (afluent de 350 km lungime al Kongoului care are lungimea de 4.374 km). Lacul se întinde pe teritoriul a patru state aficane: Republica Democrată Congo (fostul Zaire) (45%), Tanzania (41%), Zambia și Burundi.

## Flora și fauna
Regiunea are o floră și faună bogată, multe specii de păsări și plante acvatice fiind sub protecția naturii International Union for Conservation of Nature and Natural Resources ca specii periclitate.

## Imagini

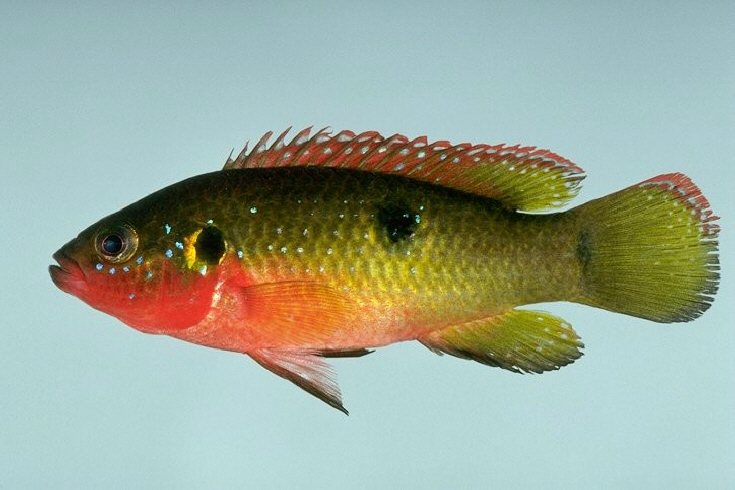
Hemichromis letourneauxi (crap colorat)
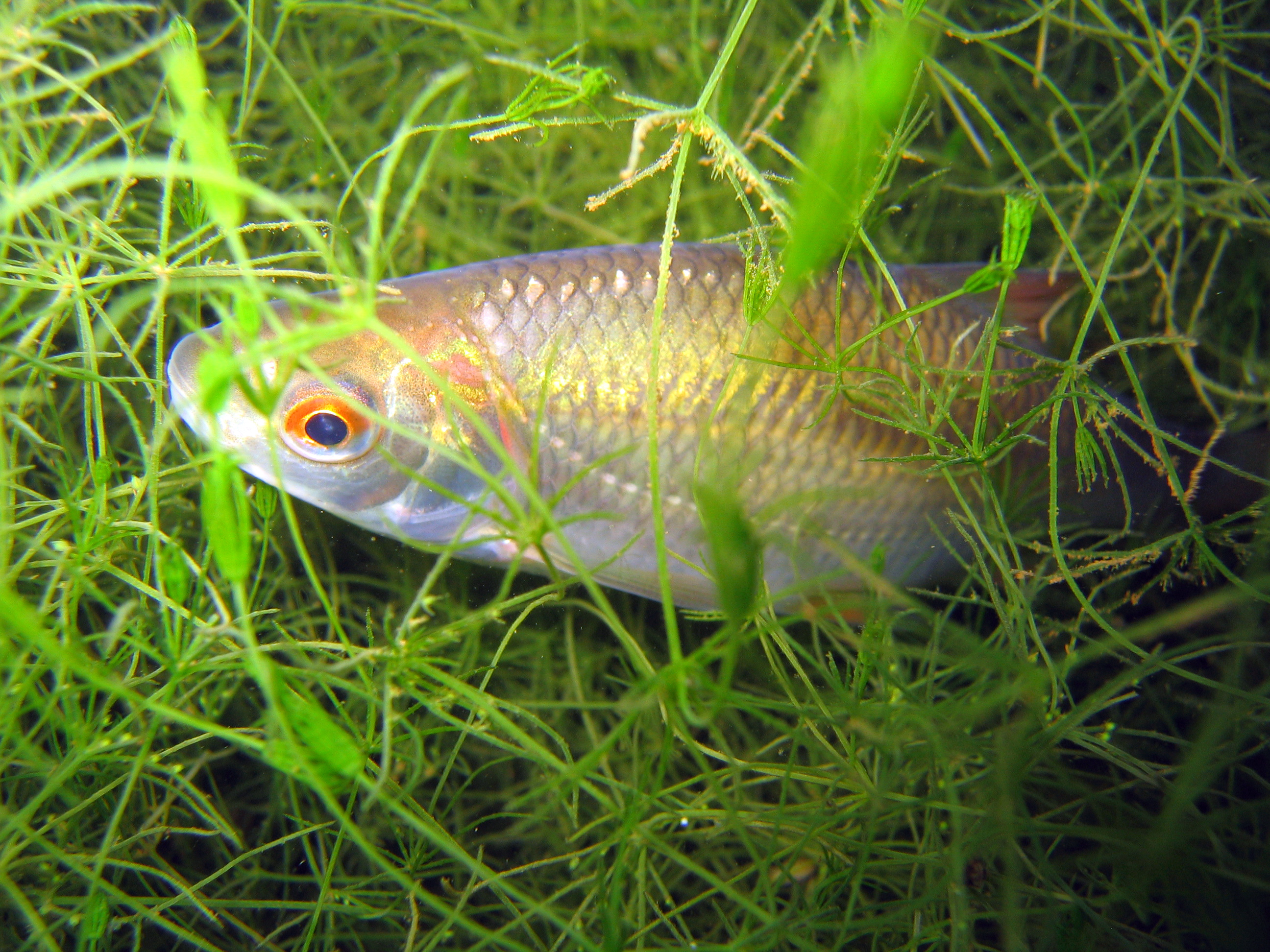
Rutilus rutilus (crap cu ochi roșii)
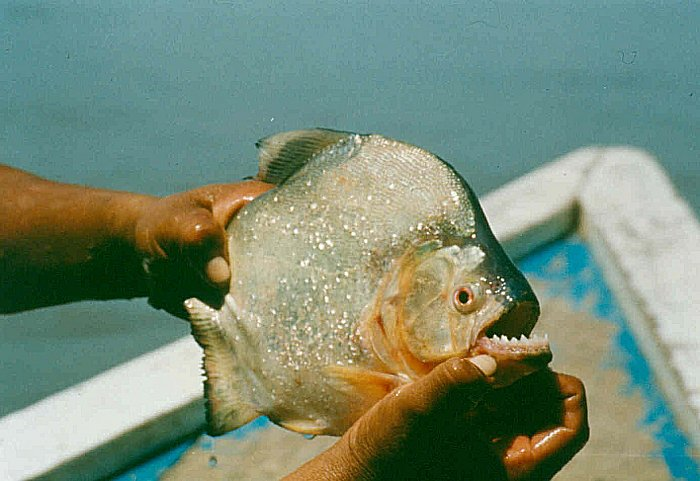
Pygocentrus Piranha
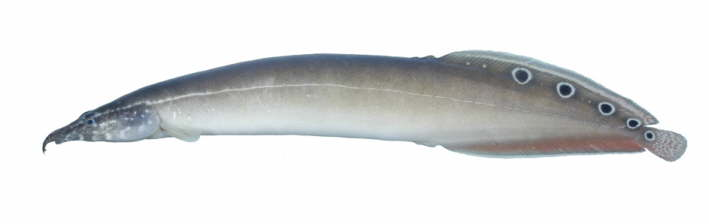
Macrognathus siamenis țipar cu țepi